# Пумалайнен, Леонид Владимирович
Леонид Владимирович Пумалайнен (род. 13 апреля 1970, Москва) — российский легкоатлет, специалист по прыжкам в высоту. Выступал за сборную России по лёгкой атлетике в середине 1990-х годов, серебряный призёр чемпионата Европы в помещении, бронзовый призёр Игр доброй воли, победитель и призёр первенств национального значения. Представлял Москву и спортивное общество «Динамо». Тренер по лёгкой атлетике.

## Биография
Леонид Пумалайнен родился 13 апреля 1970 года в Москве. Отец Владимир Иванович Пумалайнен (1946) — специалист по прыжкам в высоту (личный рекорд 2,01 метра), судья всероссийской категории по лёгкой атлетике.
Начал заниматься лёгкой атлетикой в 1981 году, первое время проходил подготовку под руководством В. А. Гаврилова, позднее был подопечным тренеров В. Г. Лукьяненко и А. С. Бурта. Выступал за физкультурно-спортивное общество «Динамо» и Профсоюзы (Москва).
Впервые заявил о себе в прыжках в высоту в сезоне 1994 года, когда выиграл серебряную медаль на зимнем чемпионате России в Липецке и, попав в состав российской национальной сборной, выступил на чемпионате Европы в помещении в Париже, где с результатом 2,31 метра стал пятым. Позже одержал победу на летнем чемпионате России в Санкт-Петербурге, взял бронзу на Играх доброй воли в Санкт-Петербурге, занял седьмое место на чемпионате Европы в Хельсинки.
В июле 1995 года на соревнованиях в немецком Эберштадте установил свой личный рекорд в прыжках в высоту на открытом стадионе — 2,30 метра.
В 1996 году был лучшим на зимнем чемпионате России в Москве, с личным рекордом в 2,33 метра завоевал серебряную медаль на чемпионате Европы в помещении в Стокгольме, уступив здесь только югославу Драгутину Топичу. Принимал участие в Кубке Европы в Мадриде — стал вторым и пятым в личном и командном зачётах соответственно. На летнем чемпионате России в Санкт-Петербурге добавил в послужной список награду бронзового достоинства.
Оставался действующим спортсменом вплоть до 1998 года, хотя в последнее время уже не показывал сколько-нибудь значимых результатов на международной арене.
Проявил себя как тренер по лёгкой атлетике, работал в Школе высшего спортивного мастерства Москомспорта, являлся одним из тренеров олимпийского чемпиона Сергея Клюгина.